# Pseudoboa serrana
Pseudoboa serrana är en ormart som beskrevs av Morato, Moura-Leite, Prudente och Bérnils 1995. Pseudoboa serrana ingår i släktet Pseudoboa och familjen snokar. Inga underarter finns listade i Catalogue of Life.
Denna orm förekommer i östra Brasilien i delstaterna São Paulo, Minas Gerais och Rio de Janeiro. Arten lever i låglandet och i bergstrakter upp till 1200 meter över havet. Habitatet utgörs av fuktiga skogar och gräsmarker. Pseudoboa serrana är nattaktiv och den vistas främst på marken. Arten har ödlor och små däggdjur som föda. Den största kända individen var 1240 mm lång (utan svans). Honor lägger ägg.
För beståndet är inga hot kända. Hela populationen antas vara stor. IUCN listar arten som livskraftig (LC).